# Оконто (Небраска)
Оконто (англ. Oconto) — селище (англ. village) в США, в окрузі Кастер штату Небраска. Населення — 138 осіб (2020).

## Географія
Оконто розташоване за координатами 41°8′30″ пн. ш. 99°45′43″ зх. д. / 41.14167° пн. ш. 99.76194° зх. д. (41.141659, -99.761938).  За даними Бюро перепису населення США в 2010 році селище мало площу 0,53 км², уся площа — суходіл.

## Демографія
Згідно з переписом 2010 року, у селищі мешкала 151 особа в 68 домогосподарствах у складі 40 родин. Густота населення становила 287 осіб/км².  Було 82 помешкання (156/км²).
Расовий склад населення:
| - 96,0 % — білих |

До двох чи більше рас належало 3,3 %. Частка іспаномовних становила 4,0 % від усіх жителів.
За віковим діапазоном населення розподілялося таким чином: 21,9 % — особи молодші 18 років, 57,6 % — особи у віці 18—64 років, 20,5 % — особи у віці 65 років та старші. Медіана віку мешканця становила 44,3 року. На 100 осіб жіночої статі у селищі припадало 104,1 чоловіків;  на 100 жінок у віці від 18 років та старших — 100,0 чоловіків також старших 18 років.
Середній дохід на одне домашнє господарство  становив 46 403 долари США (медіана — 36 250), а середній дохід на одну сім'ю — 56 053 долари (медіана — 58 250). За межею бідності перебувало 16,3 % осіб, у тому числі 30,8 % дітей у віці до 18 років та 14,7 % осіб у віці 65 років та старших.
Цивільне працевлаштоване населення становило 60 осіб. Основні галузі зайнятості: сільське господарство, лісництво, риболовля — 30,0 %, будівництво — 16,7 %, виробництво — 13,3 %, роздрібна торгівля — 11,7 %.